# Mas de Mascaró
El Mas de Mascaró és una masia de Tarragona protegida com a Bé Cultural d'Interès Local.

## Descripció
Mas ubicat originalment en un context rural però l'actual desenvolupament l'ha acabat voltant de carrers del polígon industrial Riu Clar. A més es troba molt a prop d'un dels accessos a l'autopista A7. L'origen probable d'aquest casal és el segle xviii.
Es compon de diferents cossos independents formant un conjunt de grans proporcions. S'escapa una mica de la tipologia de mas agrari local, ja que presenta particularitats arquitectòniques que el distingeixen i li donen un valor històric artístic afegit. Del cos principal de dues plantes més altell, destaquen unes porxades a la planta superior que proporcionen un interessant joc visual des de les quals es dominaven tant els espais interiors, com les terres vers el mar que són ara ocupades pel polígon. Les altres edificacions, de caràcter auxiliar es troben ben harmonitzades.
Tot el conjunt es troba en un tancat que conté també un jardí romàntic amb les seves fonts esculturades, els seus passadissos la i vegetació de tota mena.